# バーチャルネットアイドル ちゆ12歳
バーチャルネットアイドル ちゆ12歳（バーチャルネットアイドル ちゆじゅうにさい）は、2001年2月14日に開設されたウェブサイトの一つ、もしくはそのウェブサイト上で作り上げられた架空のキャラクター。侍魂などとともに2000年代初頭のテキストサイトの流行を代表するサイトのひとつである。

## 概要
サイトデザインはピンクを基調としたパステルカラーで、トップページにちゆ自身を描いた可愛い萌え系のイラスト（ちゆは「バーチャルな世界にデータだけが存在する電波少女」なので、あくまでも「写真」であるとしている）が描かれており、「サイトの管理人をバーチャルネットアイドルのちゆ自身が務めている」とするスタイルをとっている。サイトのジャンルとしては文章を主なコンテンツとするテキストサイトに分類されるが、「ちゆニュース」メインとしていたことやサイトのレイアウトから立ち位置としては個人ニュースサイトに近いとされる。またサイトには掲示板があり、ユーザーのリアルタイムでの交流もあった。たとえばアメリカの9/11同時多発テロのニュースなどは同掲示板で中継がされた。時事から特撮番組、漫画、アニメなどのさまざまなネタを扱い、その知識の深さと文章の面白さから2001年の3月から5月にかけて徐々に人気が広り、テキストサイトのポータルサイト「ReadMe!」のランキングでは侍魂に次ぐ2位を維持するようになった。また、ちゆ12歳のスタイルは多くのリスペクトを生み多数の類似したサイトが出現、「バーチャルネットアイドル」はひとつのジャンルとなった。
2003年9月5日にはレンタルサーバー会社SKIPUP NETWORKと提携し、グッズ販売などを行う「ちゆポータル」をスタート、このちゆポータルについて誰が更新しているのかについての疑問も相次いだ。
ちゆの活動はウェブサイトだけに留まらず、二次元ドリームマガジン（キルタイムコミュニケーション、連載中）、ネットランナー（ソフトバンククリエイティブ、休刊）やB-GEEKS（三才ブックス、休刊）などの雑誌にも寄稿している。とくにネットランナーは新装刊3周年記念で2003年8月号の付録としてちゆ12歳のフィギュアを作成、2004年11月24日に創刊5周年を記念して発売されたオリジナルアニメ『ねとらん者 THE MOVIE』にも登場させた。なお、アニメではちゆ12歳の声は桃井はるこが担当している。
商業活動に進出し始めた際に更新頻度が激減。2012年時点では、サイト開設日のバレンタインデー、そしてエイプリルフールのみではあるが継続中である。また『ちゆ12歳のこんなゼロ年代の歴史が教科書に載るわけがない』という書籍を2010年に発行予定だったが、出版の目処が立っていない状態。
2018年2月14日、ウェブサイト上にて「生存報告」と題し、「バーチャルユーチューバーちゆ12歳」として活動するという発表を行った。

## 作品
著書
- 『バーチャルネットアイドル ちゆ12歳』 ぶんか社、2002年6月20日。ISBN 978-4821107841

アニメ
- 『フリージング ヴァイブレーション』（第9話エンドカード）2013年